# Daniel (szczyt)
Daniel – szczyt w grupie górskiej Ammergauer Alpen, części Alp Bawarskich. Leży w Austrii w kraju związkowym Tyrol, przy granicy z Niemcami. Jest najwyższym szczytem pasma. Można go zdobyć z miejscowości Ehrwald lub Leermoos.